# Opak Mng
 (juillet 2025).
OPAK MNG, de son vrai nom Ronald Merisier, né le 13 septembre 1998 à Port-au-Prince, est un rappeur et compositeur haïtien.

## Biographie

### Jeunesse et ses débuts
Dès son plus jeune âge, OPAK nourrit une passion ardente pour la musique. Dans une interview accordée à Ritzamarum Zetrenne pour Koze Kilti, il revient sur ses débuts dans le rap : 

« À l'âge de 10 ans, je me souviens clairement d'une activité près de chez moi. On a demandé aux enfants dans le public d’interpréter une chanson, je pense que c'était Jwi lavi de Barikad Crew. Personne ne se portant volontaire, je me suis lancé. Connaissant bien la chanson et étant fan de Barikad Crew à l'époque, j'ai surpris l'audience. Ce moment a été pour moi une révélation et je pense que j'ai même eu un cadeau. »

Avant de se lancer dans le rap, il a d'abord été slameur pendant quelques années, se produisant dans les classes de son école ainsi que dans d'autres établissements scolaires.

## Carrière professionnelle
En 2020, il décide de se lancer dans la musique à plein temps, en faisant de sa passion son métier.
Après la sortie de quelques singles tels que Nap kòmanse la et Fason Pam, il publie en mai 2021 son premier EP intitulé Byenvini nan Lesprim, comprenant 5 titres. Par la suite, il rejoint le label Evazyon Mizik.
OPAK continue de captiver son public avec un double EP intitulé Kontras, dévoilé en mars 2023, comprenant 11 titres. En novembre 2023, il annonce son concert qui connaît un grand succès. Le 13 janvier 2024, Le staff d'OPAK annonce dans un communiqué de presse la fin de sa collaboration avec le label Evazyon Mizik : 

« Le staff management d'Opak tient à informer le public que l'artiste et le label Evazyon Mizik ont décidé de mettre fin à leur collaboration.
Cette décision a émergé d'un accord entre le staff management et le label, après des discussions mutuelles et réfléchies.
Au nom d'Opak, le staff tient à exprimer sa profonde gratitude envers le label Evazyon Mizik pour son partenariat avec l'artiste qui a abouti à un album collectif (Let The Story Begin) en 2021 et à un double EP (Kontras) en 2023. Le temps est venu pour l'artiste d'embrasser une période de transition en vue d'écrire une nouvelle page dans sa carrière artistique, marquée par de nouveaux projets passionnants à venir.
Le staff remercie tous ceux qui ont toujours soutenu Opak dans ses projets. Il en profite pour inviter le grand public à rester connecté avec l'artiste. Des projets excitants arrivent bientôt. »

Il rejoint ensuite le Label SafeLab crée par KenFs. Il collabore à la sortie des titres Toujou pou itil avec Lord IMP et KenFS, et Vin' ede m'  avec Winnie. Son dernier single, intitulé Endesi, est publié le 10 septembre 2024.

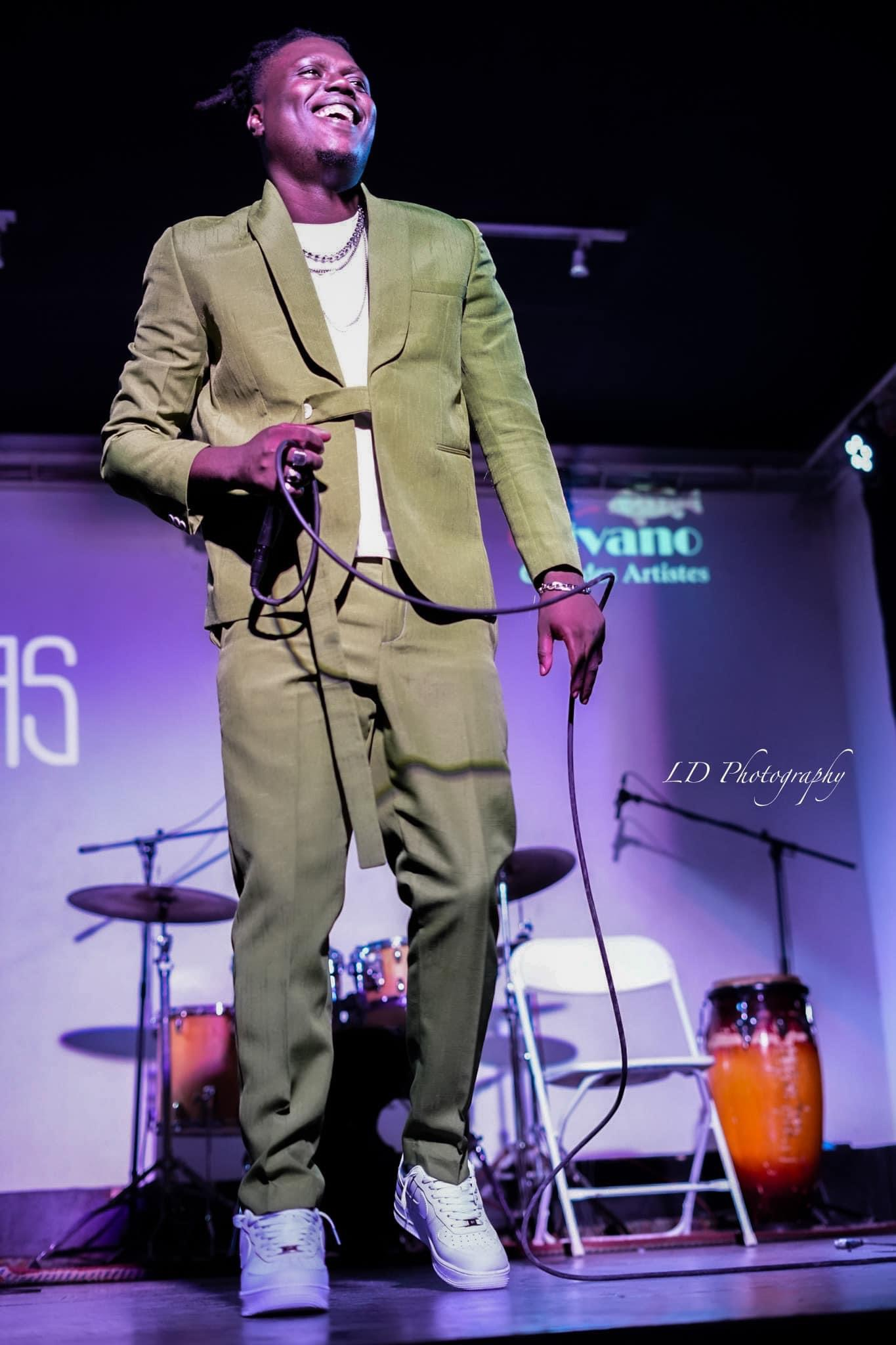
Opak en concert (Vivano, Pétion-Ville, Haiti)

## Discographie

### Singles
- 2020 : Nap Kòmanse La feat Gwo Tèt
- 2020 : Teritwa sonm
- 2020 : Fason pam
- 2024 :Toujou pou itil, Lord IMP feat Opak Mng, KenFS
- 2024 : Vin ede m', Winnie Ofisyèl feat Opak Mng
- 2024 : Endesi
- 2024 : Pou timoun ki nan mwen an